# Cellula (cristianesimo)
Una cellula nel cristianesimo, in particolare nel protestantesimo, è un gruppo di 12 persone che si riuniscono per svolgere attività come lo studio della Bibbia, recita di inni o canti, e preghiera. In molte chiese alle cellule vengono dati altri nomi, come "gruppi familiari".
L'idea delle cellule è stata ampiamente diffusa dal teologo coreano David Yonggi Cho. Influenzato da lui, il colombiano César Castellanos ha creato il movimento noto come G12, che è un sistema cellulare diffuso tra le chiese evangeliche.